# 駅前TVサタブラ
『駅前TVサタブラ』（えきまえテレビサタブラ、通称「サタブラ」）は、熊本朝日放送（KAB）で2007年4月7日から2018年3月3日まで毎週土曜日9:30 - 10:40（JST）に放送されていたローカル情報番組である。ハイビジョン制作（ハイビジョン放送は地上デジタル放送のみで実施）。

## 概要
この時間帯における熊本県のテレビ番組で唯一のローカル生番組である。前番組である「サタブラPlus」からリニューアルし、スタートした。番組セットも前の番組と違い、熊本駅前をイメージして作られている。また、メインキャスターには、前番組に引き続き黒木よしひろを起用し、さらに自局のアナウンサーを起用。番組レギュラーには、前番組から4名を引き続き起用している他、2名の外国人を含む4名を新規で起用している（外国人の起用は番組開始初期のみ）。
毎週テーマを設け、視聴者からファックスやメールでメッセージを募集、番組内で紹介している。また同様のテーマで熊本市内の繁華街で街頭インタビューをし、番組の最後にその模様のVTRを流して番組を締めくくる。
2017年10月7日から、系列キー局テレビ朝日では『題名のない音楽会』（テレビ朝日制作）を本番組放送時間帯の一部である土曜10:00 - 10:30に枠移動予定であるが、熊本朝日放送では時差ネットでの放送に移行となるため、本番組に影響はない。

### 番組改編
2007年秋
2007年12月22日放送にて、メインキャスターを務める矢佐間恵がKAB退社を理由に卒業することを発表。
翌年2008年1月5日放送からは、番組MCが男性2人（黒木よしひろ・谷口寿宣）となったことに伴い、毎週ジャンルを問わず、熊本で活躍している女性をゲストとして迎え、放送した（同年7月12日放送まで）。

2009年春
2009年3月27日放送にて、番組開始から2年にわたりメインキャスターを務めた谷口寿宣が同日放送をもって番組を卒業することを発表。また、同日をもって鶴屋百貨店がスポンサーから降りたため、番組の1コーナーだった「鶴屋インフォメーション」が終了した。
翌週の2009年4月4日放送から、同年春にKABに入社する新人女子アナウンサーの橋口侑佳が後任を務める。

2010年春
2010年3月27日放送にて、メインキャスターを務める橋口侑佳がKAB退社を理由に同日放送をもって番組を卒業することを発表。
翌週の2010年4月3日放送から、放送時間が25分前倒しされ、午前10時からの番組スタートとなり、放送枠も52分から70分に拡大された。また前週で番組を卒業した橋口に代わり、徳永千帆子が後任を務める。
また、新コーナーとして、番組終了直後に番組出演者の視点で選んだ話題の商品やお得な情報を紹介するコーナー「あとサタ」がスタートした。このコーナーに関しては事前に収録したものを放送する形をとっている。

2014年春
2014年4月5日放送から、放送時間が30分前倒しされ、午前9時30分からの番組スタートとなった。
また、2014年4月4日より、毎週金曜14:05から25分間、前週放送された本番組の中から選りすぐりの企画や名珍場面をまとめて放送する姉妹番組「サタブラ25」がスタート。

2015年春
2015年4月4日放送から、番組コーナー「告知にきなっせ!」を全面リニューアル。コーナー名を「イベント生告知クイズバトルゲットザタイム」とし、コーナー担当には樫山結に加え、LinQの深瀬智聖と、熊本で活動しているクイズクリエイターの冨田浩二を新たに起用した（樫山と深瀬は交互出演）。
また、中継リポーターとして、2013年JUNONスーパーボーイファイナリストの岡﨑大和を起用（2016年3月迄）。

## 出演者
メインキャスター
- 黒木よしひろ

レポーター
- 田中洋平
- 岩清水愛[2]
- 高橋よしえ
- 真猿

中継リポーター
- イタガキ（2013年4月6日 - ）

イベント生告知クイズバトルゲットザタイム
- 樫山結（2013年4月6日 - ）
- 深瀬智聖（LinQ、2015年4月4日 - ）

※樫山と深瀬は交互に出演。
- 冨田浩二（2015年4月4日-）

### メインキャスター不在時の代理
黒木の代行
- 2009年3月21日 : 田中洋平

橋口の代行
- 2009年10月10日・17日・24日・31日、11月7日 : 岩清水愛（橋口が体調不良で番組を欠席したため）

### 過去の出演者
メインキャスター
- 矢佐間恵（当時熊本朝日放送アナウンサー、2007年4月 - 12月22日）
- 谷口寿宣（当時熊本朝日放送アナウンサー、2007年4月 - 2009年3月28日）
- 橋口侑佳（当時熊本朝日放送アナウンサー、2009年4月4日 - 2010年3月27日）
- 徳永千帆子（当時熊本朝日放送アナウンサー、2010年4月3日 - 2013年1月26日）
- 高崎恵理（当時熊本朝日放送アナウンサー、2013年2月2日 - 2016年10月29日）

リポーター
- フィリップ・ルブランク（2007年4月 - ?）
- 佐野さゆみ（2009年6月9日 - ?）
- 谷上奈津美
- 中華首藤（2007年4月 - 2013年3月[3]）
- ドミニック・ウォーカー
- 岡﨑大和（2015年4月 - 2016年3月）

鶴屋インフォメーション
- 広崎美紗（2007年4月 - 2008年6月）
- 伊藤ゆう子（2007年4月 - 2009年3月）
- 持田陽菜（2008年6月21日 - 2009年3月）
- 浅尾真紀（? - 2009年3月）

## 放送時間
（表記はすべて、JSTである。）
| 期間     | 期間      | 放送時間                      |
| -------- | --------- | ----------------------------- |
| 2007.4.7 | 2010.3.27 | 毎週土曜10:25 - 11:17（52分） |
| 2010.4.3 | 2014.3.29 | 毎週土曜10:00 - 11:10（70分） |
| 2014.4.5 | 2018.3.3  | 毎週土曜9:30 - 10:40（70分）  |

### 休止・時間変更等の対応
- 全国高校野球選手権大会シーズンになると、熊本大会開会式を放送する関係で、当番組が休止または放送時間変更になる場合がある。
  - 2008年7月5日・2010年7月10日は休止。2013年7月13日は放送時間を16:00 - 16:55に変更。
  - 2008年7月19日は、全国高等学校野球選手権熊本大会の放送予備日のため、今までに放送した「サタぶらっ旅」の総集編を放送。通常放送されるコーナーは「鶴屋インフォメーション」を除き、すべて休止となった。
- 2008年6月14日は、岩手・宮城内陸地震の影響により、放送時間が10:25 - 10:55までの30分間に短縮。番組内容も変更され、特集と「告知にきなっせ!」のみとなった。
- 2008年8月16日は、北京オリンピック中継放送（ソフトボール日本対中国）のため、放送時間を1時間前倒し、9:30 - 10:25までの放送となった[4]。
- 2008年12月27日は、「年末スペシャル」と題して、通常より放送枠を13分拡大して放送した（次番組「赤ちゃんと一緒!」が前週12月20日で2008年の放送が終了したため）。
- 2011年3月12日は、東日本大震災の影響により、ANN報道特別番組が組まれたため、休止となった。
- 2014年6月14日は、「サッカー親善試合・日本対ザンビア」中継のため、放送時間を13:00 - 14:25に変更。
- 2014年6月21日は、「2014 FIFAワールドカップグループE ホンジュラス対エクアドル」中継のため、放送時間を12:00 - 13:25に変更。
- 2016年4月16日は、未明の熊本地震（本震）の影響により、ANN報道特別番組が組まれたため、休止となった。

## 番組構成・タイムテーブル

### 2010年4月 - 2014年3月
- 10:00- 番組開始
- 11:10 番組終了

### 2007年4月 - 2010年3月
- 10:25- 番組開始
- 10:30- 特集
- 10:55頃- 告知にきなっせ!（KAB玄関前からの中継扱い）
- 11:05頃- サタブランチ&ディナー
- 11:11頃- 天気予報
- 11:12- エンディング、次回予告
- 11:17 番組終了

## コーナー
特集 
- 駅サタおみやげしりとり
- サタ研部（サタブラ研究部）
  - 「サタ研運動部」「サタ研農業部」
- ルッ熊! -Look! Kumamoto-
- 熊本に“人”あり
- 新・サタブラ応援団
- 旬を食らう

 毎週放送 
- サタぶらっ旅
- サタブランチ&ディナー
  - 社長のランチ - The President's Lunch -
- イベント生告知クイズバトルゲットザタイム
  - イベント等の生告知の時間を賭けて挑む早押しクイズ＆告知コーナー。告知の持ち時間は1組15秒。クイズに正解すると5秒（最終問題は10秒）追加。最長50秒。不正解だとその問題の解答権剥奪。
全6問。内3問（各組1問）は告知に来た各グループに因む問題が出題される。
- 中継（鶴屋百貨店で催し物があっている時や「KABハイパーフリーマーケット」開催時など）
- 街頭インタビュー
- あとサタ
  - 番組出演者が話題の商品を紹介するコーナー。

### 過去のコーナー
- やざまのコレいち
  - 矢佐間がおすすめの商品などを紹介するコーナー。矢佐間のKAB退社により終了。
- 鶴屋インフォメーション
  - 鶴屋の催し物を紹介するコーナー。鶴屋のスポンサー離脱により終了。
- 真猿と侑佳のサタブラチラシチェック!
  - 橋口のKAB退社により終了。
- 告知にきなっせ!
  - 視聴者からの応募によるイベント等の告知コーナー。2015年4月に「イベント生告知クイズバトルゲットザタイム」にリニューアル。

## 特別番組
- 上益城郡益城町のグランメッセ熊本で毎年秋に開催する「KAB元気フェスタ」に合わせて、本番組も放送時間の拡大などによる特別番組を編成することがある。

## テーマ曲
- オープニングテーマ
  - 2007年4月7日 - 2008年3月29日：I do! / the Indigo
  - 2008年4月5日 - 同年6月28日：オレンジ エクスプレス / 渡辺貞夫
  - 2008年7月12日 - 現在：サタぶらぶらソング
    - 熊本出身・在住のシンガーソングライターの馬場俊光が作詞・作曲、番組リポーターの高橋よしえが編曲したオリジナル曲。
- エンディングテーマ：CAN'T STOP THE POP / A★TEENS

## 関連番組
- プレサタ
  - 本番組をPRする5分間のミニ番組。毎週金曜日の10:40 - 10:45と25:20 - 25:25に放送されていた。2014年3月終了。
- サタブラ25
  - 前週放送された本番組の中から選りすぐりの企画や名珍場面をまとめて放送する姉妹番組。毎週金曜日14:05 - 14:30に放送されている。2014年4月4日放送開始。